# Elizabeth Cavert Miller
Elizabeth Cavert Miller (Minneapolis, 2 de maio de 1920 — 14 de outubro de 1987) foi uma bioquímica estadunidense. Conhecida por pesquisas fundamentais sobre o mecanismo químico do processo de desenvolvimento do câncer por carcinógenos, trabalhando em parceria com seu marido James A. Miller.